# Edward Scarf

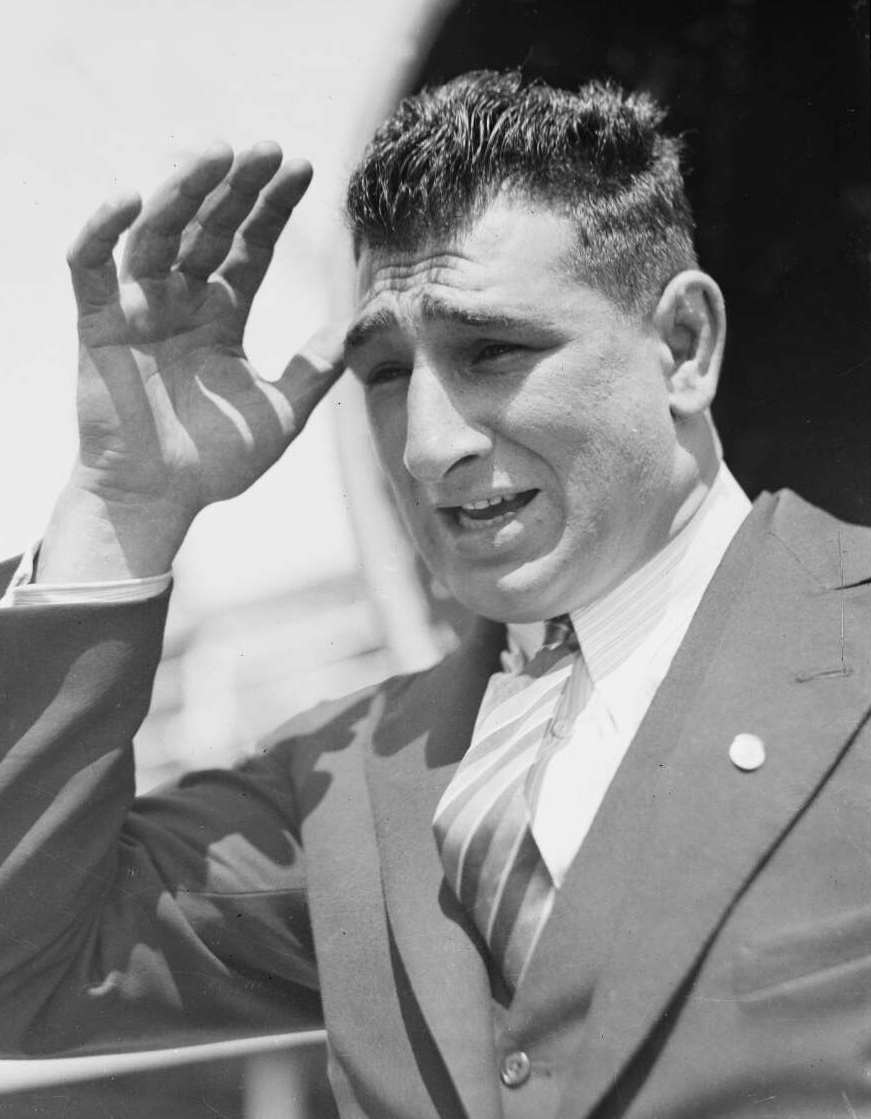
Edward Scarf

Edward „Eddie“ Richard Scarf (* 3. November 1908 in Quirindi, New South Wales; † 7. Januar 1980 in Camperdown, New South Wales) war ein australischer Ringer. Er startete bei den Olympischen Spielen 1932 und 1936 und wurde 1938 Sieger bei den British Empire Games 1938. Eddie Scarf rang im freien Stil in der Halbschwergewichtsklasse.

## Erfolge
(OS=Olympische Spiele, CG=Commonwealth Games, FS=Freistil, GR=griechisch-römisch, Hsg=Halbschwergewicht)
- 1932, Bronzemedaille, OS in Los Angeles, FS, Hsg, hinter Peter Mehringer, USA und Thure Sjöstedt, Schweden
- 1936, 6. Platz, OS in Berlin, FS, Hsg, hinter Knut Fridell, Schweden, August Neo, Estland, Erich Siebert, Deutschland, Paul Dätwyler, Schweiz und Duke Clemons, USA
- 1938, 1. Platz, CG in Sydney, FS, Hsg, vor Sidney Greenspan, Südafrika und Thomas Ward, Schottland